# Ferrando Bertelli
Pour les articles homonymes, voir Bertelli.
Ferrando Bertelli ou Ferdinando Bertelli (Venise, v. 1525 - v. 1600) est un graveur, dessinateur et éditeur d'estampes italien de la Renaissance actif au XVIe siècle.

## Biographie
Ferdinando (Ferrando) Bertelli naît à Venise vers 1525.
Comme graveur, il produit principalement des gravures de reproduction d'œuvres de peintres vénitiens ou d'ailleurs, comme sa Vénus et Cupidon d'après Titien,. Ferrando publie plusieurs de ses gravures à Rome, chez Lafreri, mais est surtout connu pour son Omnium fere gentium nostrae aetatis habitus (Costumes de tous les peuples de notre temps, 1563), qu'il publie lui-même, et qui est le premier ouvrage illustré par des gravures sur des costumes,,.
Ferrando Bertelli est surtout un éditeur actif à Venise dans sa boutique Libraio all'insegna di S. Marco, qu'il partage avec Donato Bertelli. Il fait appel à plusieurs graveurs, comme Mario Cartaro (it), Giulio Sanuto (de), Giovanni Battista de' Cavalieri, Domenico Zenoi (d), pour publier des gravures d'après Titien, Paolo Farinati, Giulio Romano, Battista del Moro, Albrecht Dürer, etc., ainsi que des gravures plus populaires.
Ferrando Bertelli jete ainsi les bases d'une entreprise familiale d'éditeurs d'estampes, également constituée de Andrea, Donato, Lucca, Nicolo et Pietro. Les Bertelli, qui disposent aussi d'un atelier à Rome, sont connus pour avoir édité les cartes géographiques dont le plus ancien atlas de l'Italie et celles de la Grèce classique, de l'Afrique et de l'océan Atlantique. Les Bertelli ont également publié de belles gravures avec des sujets tels que Il trionfo de carnavale, les Étapes de la vie des hommes et des femmes, et les proverbes et Luilekkerland. Ferrando Bertelli publie pour sa part des cartes de 1561 à 1971 ; 14 d'entre elles ont été répertoriées par Willer dans son catalogue pour la foire du livre de Francfort de 1573.

## Œuvres
- Patineurs à la Sint-Jorispoort à Anvers, d'après Frans Huys, d'après Pieter Brueghel l'Ancien (vers 1558)
- Christ guérissant les malades (1566), d'après Farinait[1]
- Vénus et Cupidon (1566) d'après Titien[1],[2]
- Specchio della Vita Humana (1566)[1]
- Omnium fere gentium (1569)[1]
- Il Mondo alla Riversa (1570)[5]
- Battaille de Lepante (1572), Musées du Vatican
- La Crucifixion d'après Giulio Somalio[1]

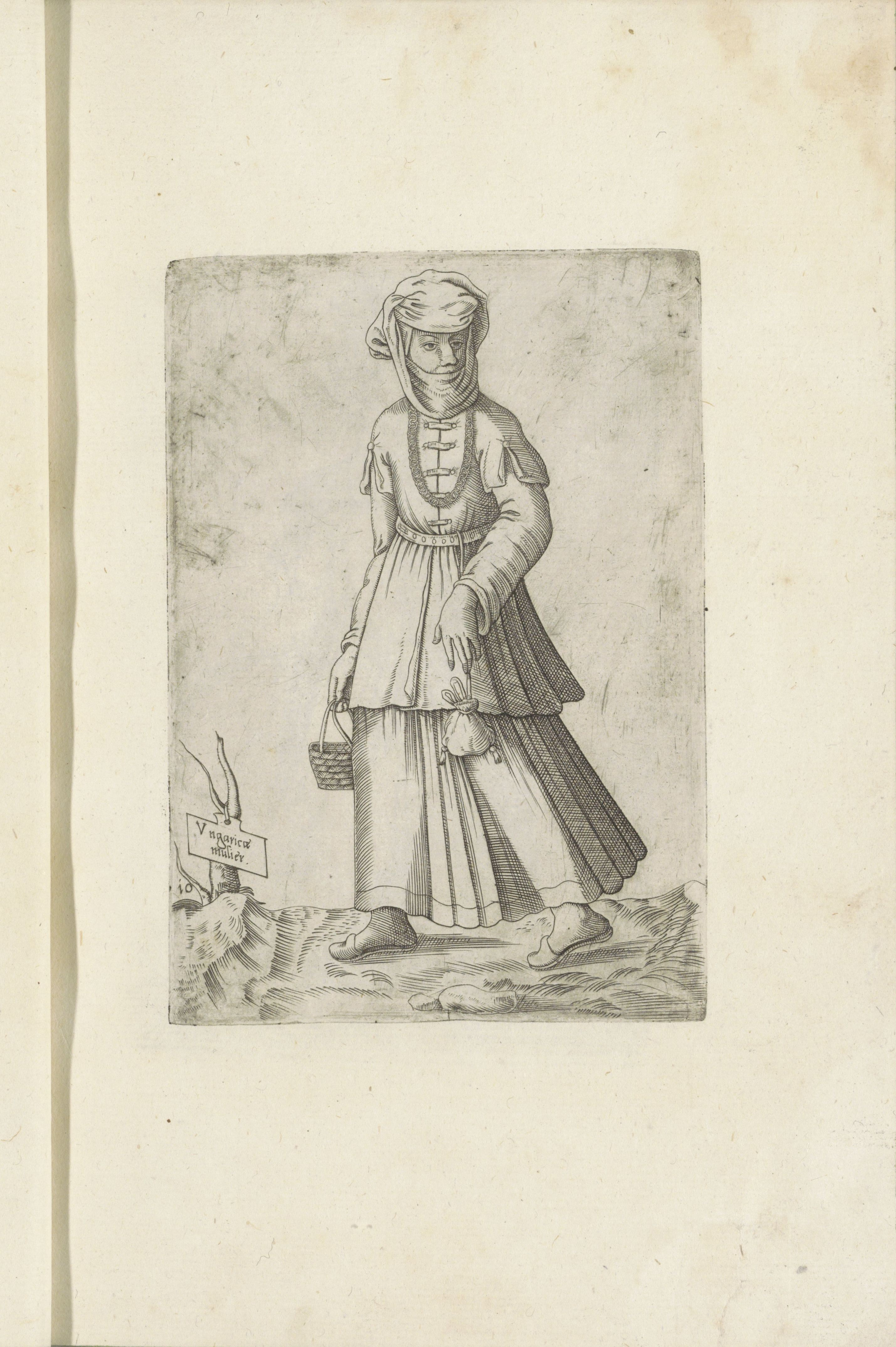
Femme hongroise, de la série Omnium fere gentium (1569).
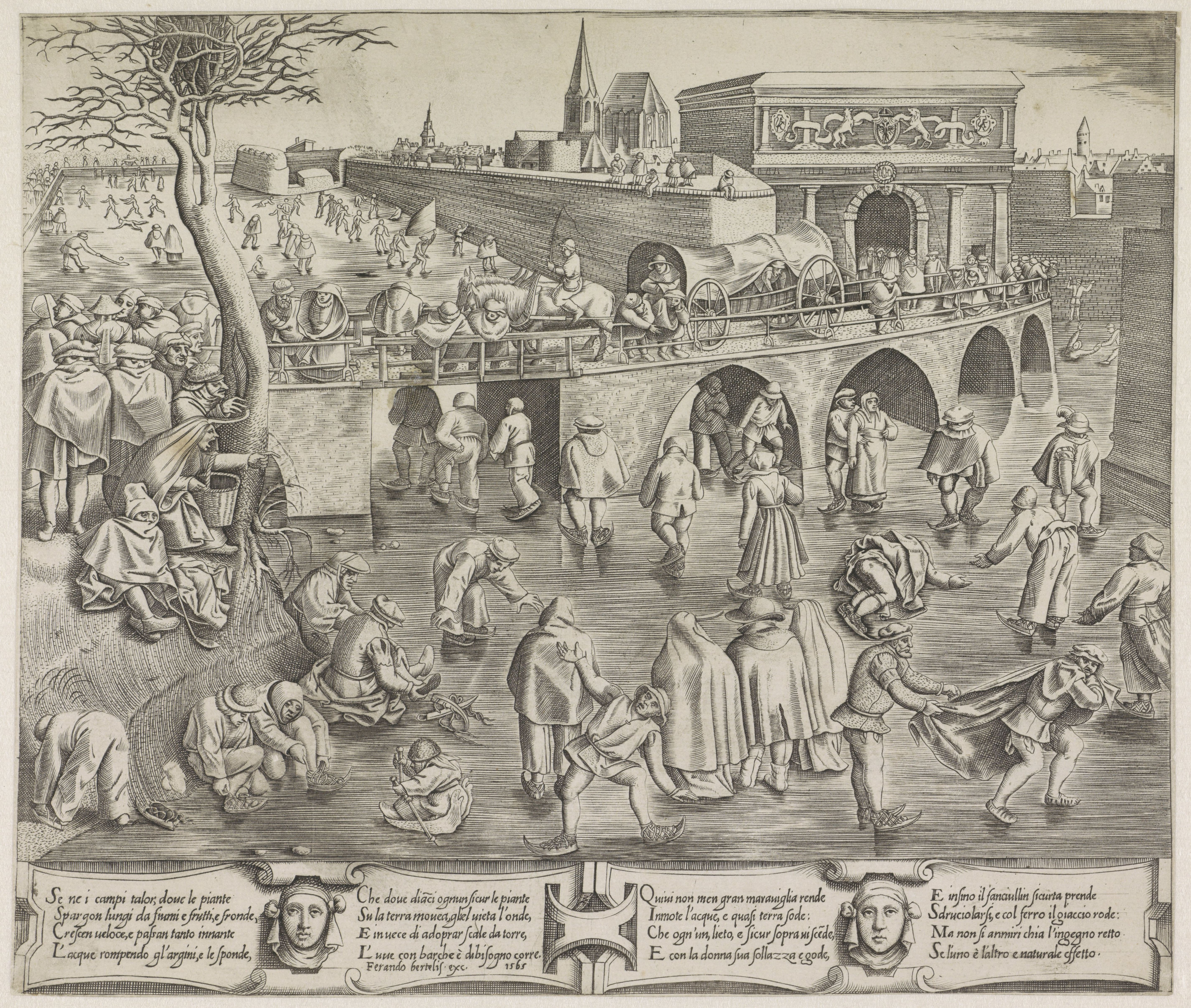
Patineurs à la Sint-Jorispoort à Anvers, d'après Frans Huys, d'après Pieter Brueghel l'Ancien (vers 1558).
Britannia Insula Quae Duo Regna Continet Angliam Et Scotiam Cum Hibernia Adiacente, carte de la Grande-Bretagne (1562).
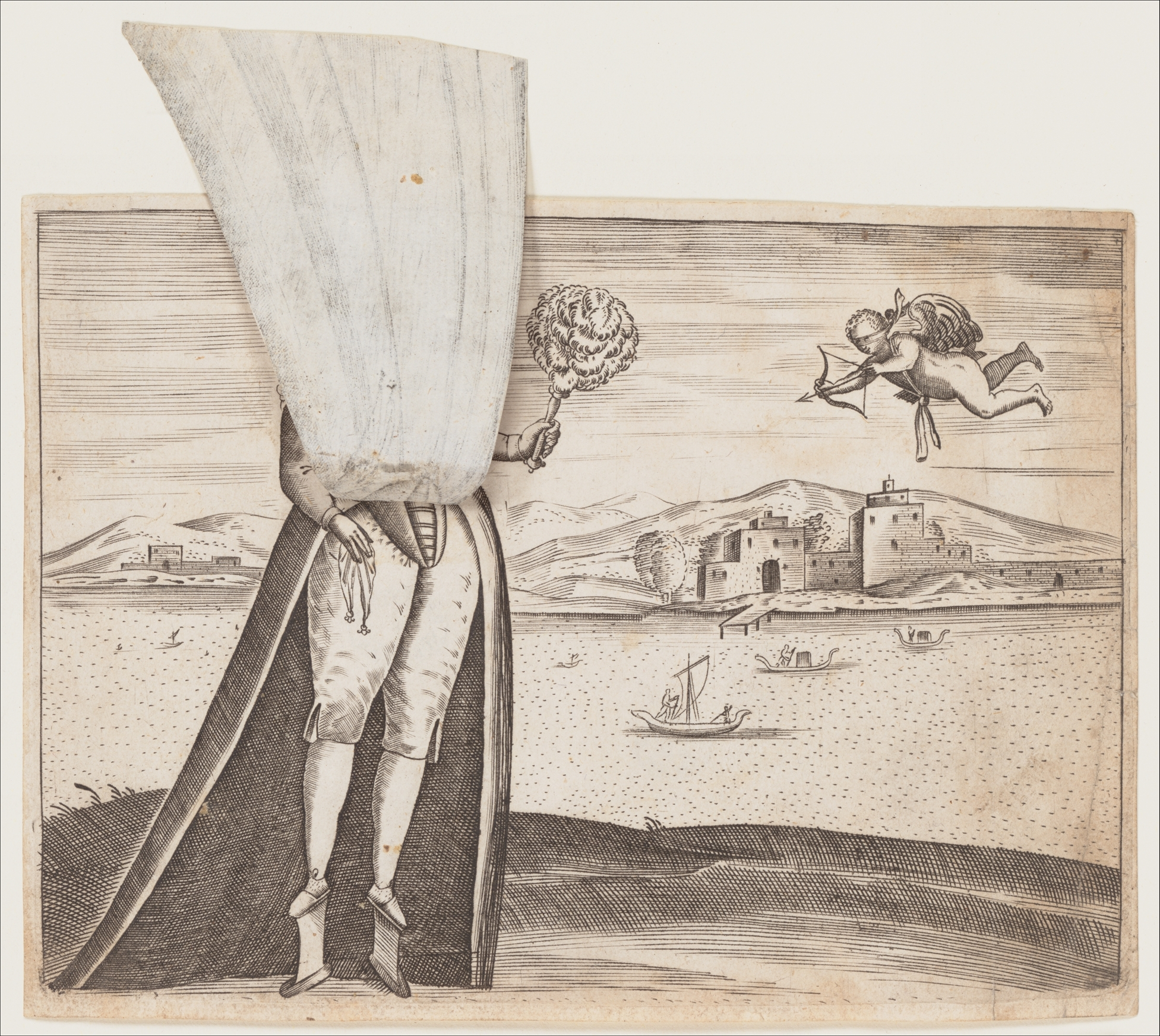
Femme vénitienne avec jupe mobile (1563).